# Franz Anton Probst
Franz Anton Probst (* 16. Dezember 1804 in Mainz; † 10. Februar 1878 ebenda) war ein Mainzer Kaufmann und Landtagsabgeordneter.
Franz Anton Probst war der Sohn des Mainzer Kaufmanns Franz Josef Probst und dessen Frau Maria Margarethe geborene Eberhard. Franz Anton Probst, der katholischer Konfession war, heiratete 1838 in erster Ehe Rosalia geborene Klein und 1841 in zweiter Ehe Therese geborene Metz. Er arbeitete als Kaufmann in Mainz und wurde dort mit dem Titel eines Kommerzienrates ausgezeichnet.
Er vertrat in den Jahren 1856 bis 1862 zwei Wahlperioden lang den Wahlbezirk der Stadt Mainz in der Zweiten Kammer der Landstände des Großherzogtums Hessen.